# Narragodes nyctiscia
Narragodes nyctiscia là một loài bướm đêm trong họ Geometridae.